# マリク・ティルマン
マリク・レオン・ティルマン（Malik Leon Tillman、2002年5月28日 - ）は、ドイツ・ニュルンベルク出身のサッカー選手。ドイツ・ブンデスリーガ・バイエル・レヴァークーゼン所属。ポジションはMF。アメリカ合衆国代表。

## クラブ経歴
アメリカ軍の兵士としてドイツに赴任していた父とドイツ人の母の下、ドイツのニュルンベルクに生まれたが、ティルマンが幼い頃に両親が別居したため、母親が兄のティモシーとマリクを育てた。2015年の夏、その母親へミュンヘンでの仕事を斡旋することを条件にマリクはFCバイエルン・ミュンヘンの下部組織へスカウトを承諾し、U-14へ登録された。
2019-20シーズンからバイエルン・ミュンヘンのリザーブチームでプレーし始め、2021年8月25日、DFBポカール1回戦のブレーメルSV戦にて途中交代でトップチームデビューを飾った。
2022年7月15日、2022-23シーズンはレンジャーズFCへレンタル移籍することが決定した。
2023年8月10日、PSVアイントホーフェンへ1シーズンの間レンタル移籍することが公表された。

## 代表経歴
FCバイエルン・ミュンヘンの下部組織へ入団してまもなくアメリカとドイツの両国から世代別代表の招集を受けた。最初はアメリカを選択したが、U-16からはドイツのみの招集に応じていた。しかし、2022年5月、アメリカ合衆国代表への代表鞍替えを発表し、同年5月31日、モロッコ代表との親善試合で同代表デビューを果たした。

## タイトル

### クラブ
バイエルン・ミュンヘン
- ブンデスリーガ : 1回 (2021-22)
- DFLスーパーカップ : 1回 (2020)
- UEFAスーパーカップ : 1回 (2020)

### 個人
- PFAスコットランド年間最優秀若手選手賞 : 1回 (2022-23)